# Escapexstacy
Escapextacy to pierwszy album gothic metalowego zespołu Poisonblack. Modelką na okładce płyty i w książeczce jest Mistress Violet. Wszystkie zdjęcia jak i oprawę graficzną książeczki wykonał były perkusista grupy Sentenced - Vesa Ranta.

## Lista utworów
1. "The Glow of the Flames" – 2:51
2. "Love Infernal" – 3:57
3. "The State" – 4:56
4. "All Else Is Hollow" – 4:02
5. "In Lust" – 5:30
6. "The Exciter" – 4:29
7. "Lay Your Heart to Rest" – 4:24
8. "With Her I Die" – 5:20
9. "Illusion / Delusion" – 4:24
10. "The Kiss of Death" – 4:32

## Twórcy
- Ville Laihiala - gitara prowadząca, wokal wspierający
- Janne Kukkonen - gitara basowa
- Juha-Pekka Leppäluoto - wokal prowadzący
- Tarmo Kanerva - perkusja
- Marco Sneck - keyboard
- Janne Dahlgren - gitara rytmiczna
- J.Peacock - wiolonczela w utworze "The State"

## Listy sprzedaży
| Lista  | Kraj      | Pozycja |
| ------ | --------- | ------- |
| Top 50 | Finlandia | 21      |